# 坂崎紀
坂崎 紀（さかざき おさむ、1952年 - ）は、日本の音楽学者、西洋音楽史家。

## 人物
聖徳大学名誉教授。日本音楽学会、日本オルガン研究会会員。
専門とする研究分野は、西洋音楽史全般、音律・音階理論、中世・ルネサンスの教会音楽、初期鍵盤楽器（オルガン、チェンバロ、クラヴィコード）とその音楽である。関連して科学史、比較宗教学、宗教史にも関心がある。
美術史家坂崎坦の孫、美術評論家坂崎乙郎の甥。

## 来歴
東京芸術大学音楽学部楽理科卒、同大学院音楽研究科修了。音楽学（西洋音楽史）専攻。音楽学を服部幸三、角倉一朗に、ピアノを金澤桂子に、オルガンを秋元道雄に、チェンバロを山田貢に、音楽音響学・音律理論を白砂昭一に師事。
東京芸術大学助手、同非常勤講師、尚美高等音楽学院（現尚美ミュージックカレッジ専門学校）講師（音楽史）、明治大学講師（音楽）、聖徳大学教授を務める。

## 主な著作・論文
出典: 
- 音程による旋律の定量的分析（1982）
- パーソナルコンピュータミュージック（1983）
- 西洋音楽史---譜例と解説（1985）
- グレゴリオ聖歌と５音音階（1993）
- 平均律の歴史的位置（2001）
- 隠された信条---2つのマリア讃歌と《怒りの日》に見る非キリスト教的性格（2005）
- 西洋音楽史へのアプローチ（2007）
- 純正律の特質と問題点 （2017）
- ドレミの起源《聖ヨハネ讃歌》をめぐって（2022）